# 菅原師竹
菅原 師竹（すがわら しちく、1863年（文久3年）8月 - 1919年（大正8年）3月24日）は日本の俳人。本名は賢五郎。旧姓：伊藤。

## 経歴
陸奥国登米郡登米（現・宮城県登米市）に生まれる。幼少期に元藩儒の中沢敬哉に経史を学ぶ。菅原家に養子になり、農業をする。旧派俳諧に属したが、1904年に安斎桜磈子と知り、共に日本派の俳句入る。1905年から河東碧梧桐の俳句の指導を受ける。新傾向時代初期に活躍し「師竹・桜磈子時代」を画す。「続春夏秋冬」「日本俳句鈔」などに多く句を収め、安斎桜磈子編「師竹句集」がある。